# Spoorlijn Osnabrück Hbf W276 - Osnabrück Hafen
De spoorlijn Osnabrück Hbf W276 - Osnabrück Hafen is een Duitse spoorlijn in Nedersaksen en is als spoorlijn 1610 onder beheer van DB Netze.

## Geschiedenis
Het traject werd door de Preußische Staatseisenbahnen geopend op 1 november 1915.  

## Treindiensten
De lijn is alleen in gebruik voor goederenvervoer.

## Aansluitingen
In de volgende plaatsen is of was er een aansluiting op de volgende spoorlijnen:
Osnabrück Hbf W276
DB 1602, spoorlijn tussen Osnabrück Hbf W322 en W277
DB 2992, spoorlijn tussen Löhne en Rheine